# WebDAV
WebDAV es una extensión del protocolo de transferencia de hipertexto (Hypertext Transfer Protocol, HTTP). El término significa «autoría y versionado distribuidos por Web» (Web Distributed Authoring and Versioning). Está definido por un grupo de trabajo del Internet Engineering Task Force (IETF).
El objetivo de WebDAV es hacer de la World Wide Web un medio legible y editable, en línea con la visión original de Tim Berners-Lee. Este protocolo proporciona funcionalidades para crear, cambiar y mover documentos en un servidor remoto (típicamente un servidor web). Esto se utiliza sobre todo para permitir la edición de los documentos que sirve un servidor web, pero puede también aplicarse a sistemas de almacenamiento generales basados en web, que pueden ser accedidos desde cualquier lugar. La mayoría de los sistemas operativos modernos proporcionan soporte para WebDAV, haciendo que los ficheros de un servidor WebDAV aparezcan como almacenados en un directorio.

## Historia
WebDAV comenzó su andadura cuando Jim Whitehead propuso al W3C dos reuniones entre personas interesadas en el problema de la edición distribuida en la World Wide Web para discutir posibles soluciones. La visión original de la World Wide Web, tal y como fue expuesta por Tim Berners-Lee era crear un medio donde cualquiera pudiera leer y editar. De hecho, el primer navegador creado por Tim, llamado WorldWideWeb, era capaz de visualizar y editar páginas remotas. Sin embargo, la web se desarrolló como un medio de solo lectura. Tim y otra gente querían solucionar esta limitación.
El grupo de personas que se encuentran en el W3C decidieron que el mejor camino para proceder era formar un grupo de trabajo del IETF. El IETF pareció una elección natural, debido a que el protocolo HTTP estaba siendo estandarizado allí y se asumía que la salida de este esfuerzo consistiría en extender este protocolo.
Cuando empezó el trabajo sobre el protocolo quedó claro que para manejar la edición y el control de las distintas versiones, era lógico separar estas dos tareas. El grupo de trabajo WebDAV decidió concentrarse en la edición actual distribuida, y dejar las nuevas versiones para el futuro. De hecho, los miembros bromean comúnmente diciendo que sería más apropiado llamar al grupo WebDA (Autorización y distribución de la web).

## Documentos producidos por el grupo de trabajo WebDAV
El grupo de trabajo WebDAV, hasta la fecha, ha generado los siguientes documentos:
- RFC 2291: Requirements for a Distributed Authoring and Versioning Protocol for the World Wide Web, un documento de requisitos.
- RFC 2518: HTTP Extensions for Distributed Authoring -- WEBDAV, un documento del protocolo base actualmente remplazado por RFC 4918.
- RFC 3648: Web Distributed Authoring and Versioning (WebDAV) Ordered Collections Protocol, el protocolo de colecciones ordenadas.
- RFC 3744: Web Distributed Authoring and Versioning (WebDAV) Access Control Protocol, el protocolo de control de acceso.
- RFC 4918: HTTP Extensions for Web Distributed Authoring and Versioning (WebDAV), una renovación del protocolo base.
- RFC 5689: Extended MKCOL for Web Distributed Authoring and Versioning, una actualización del método MKCOL.

El protocolo consiste en un conjunto de nuevos métodos y cabeceras para usar en HTTP y seguramente tiene la distinción de ser el primer protocolo en usar XML.

## Visión general acerca del protocolo
WebDAV añade los siguientes métodos a HTTP:
- PROPFIND - Usado para recuperar propiedades, almacenadas como XML, desde un recurso. También está sobrecargado para permitir recuperar la estructura de colección (alias jerarquía de directorios) de un sistema remoto.
- PROPPATCH - Usado para cambiar y borrar múltiples propiedades de un recurso en una simple operación atómica (atomic commit).
- MKCOL - Usado para crear colecciones (alias directorio)
- COPY - Usado para copiar un recurso desde un URI a otro (RFC 2518).
- MOVE - Usado para mover un recurso desde un URI a otro.
- SEARCH[1]
- LOCK - Usado para bloquear (lock) un recurso. WebDAV soporta tanto bloqueos compartidos como exclusivos (RFC 2518).
- UNLOCK - Para desbloquear un recurso (RFC 2518).

Recurso es el nombre HTTP para una referencia que está apuntada por un identificador de recursos uniforme (URI, del inglés Uniform Resource Identifier).
El grupo de trabajo WebDAV está todavía trabajando en unas cuantas extensiones a WebDAV, incluyendo control de redirecciones, enlaces, límites de espacio en disco y mejoras en la especificación base para que alcance el nivel de madurez del resto de estándares de Internet.

## Software
La siguiente es una lista de algunas aplicaciones que pueden manipular dicho formato de fichero:
- Servidor HTTP Apache
- davfs2
- eZpublish
- GanttProject
- I(2) Drive WebDAV Server
- IT Hit WebDAV Server .Net
- Jakarta Slide (también RFC 3253 y RFC 3744)
- Jakarta Tomcat
- KDE Desktop mediante los KIOslaves "webdav" y "webdavs"
- Kiwi
- KTDMS (knowledgetree)
- lighttpd
- Microsoft Exchange
- Microsoft IIS
- Microsoft Windows XP (Carpetas Web)
- Gnome Desktop con Nautilus
- OpenACS
- OSAF Chandler
- Plone
- Moodle
- SAP NetWeaver (Knowledge Management) (also RFC3253, RFC3648, RFC3744)
- Subversion (incluyendo versionado (checkout-merge-checkin)!)
- Virtuoso Universal Server
- WebDrive  Virtual Drive Client maps a drive to a WebDAV Server
- WebCT
- Zope
- Alfresco
- TikiWiki (a través de TikiDav)
- Novell Teaming
- Portal Builder
- Bitrix Site Manager
- Bitrix Intranet Portal
- Confluence (software)
- LogicalDOC